# امانوی
امانوی (به لاتین: Amanvi) یک منطقهٔ مسکونی در ساحل عاج است.